# فهدة بنت سعود بن عبد العزيز آل سعود
فهدة بنت سعود بن عبد العزيز آل سعود؛ ولدت في الرياض 15/01/1951، هي كاتبة وناشطة ورسامة سعودية. والدتها الأميرة جميلة مرعي والتي ترجع أصولها إلى منطقة اللاذقية ب سوريا. هي الأخت الوسطى لسبعة أشقاء يُعرفون بآل خالد نسبة للأخ الأكبر الأمير خالد بن سعود بن عبد العزيز آل سعود رئيس الحرس الوطني سابقا. هي أول أميرة سعودية تتخرج بشهادة البكالوريوس من خارج السعودية (كلية بيروت للبنات في بيروت عام 1975). تلقب بأميرة التوحد.

## التعليم والاهتمامات
تلقت الأميرة فهدة بنت سعود بن عبد العزيز آل سعود التعليم الابتدائي في الرياض حتى عام 1964. ثم درست المدرسة الداخلية الإنجليزية في بيروت. في عام 1969، أكملت تعليمها الثانوي في مدرسة بيروت الإنجيلية للبنات التي كانت مدرسة أمريكية. حصلت على درجة البكالوريوس في العلوم السياسية من كلية بيروت للبنات (الآن الجامعة اللبنانية الأمريكية) في عام 1974. حصلت على درجة الماجستير في العلوم السياسية من الجامعة الأمريكية في بيروت عام 1976. ثم درست في كلية الدراسات الشرقية والأفريقية لمدة عام واحد. هناك شاركت في دورات بحثية في قسم العلوم السياسية. انتقلت إلى باريس لدراسة الفن وشاركت في دورات حول الأنماط الهندسية الإسلامية هناك. ترأست الجمعية الفيصلية الخيرية النسوية في جدة منذ عام 1992 وحتى تاريخه. ورئيسة مركز جدة للتوحد.

## الأنشطة والفنون
شاركت فهده بنت سعود في بعض المعارض التي لها تركيز نسوي من خلال ألوانها المائية. تدربت في لندن على يدي الفنان والمهندس المعماري عصام السعيد على الأشكال الهندسية الإسلامية وهو صاحب كتب عدة في هذا المضمار (1982-1984م). وقد نظمت الجمعية الملكية للفنون الجميلة في الأردن وشبكة الفنانات النسائية في منطقة المتوسط في اليونان إحدى هذه المعارض من أجل القضاء على الصور النمطية السلبية المتعلقة بالنساء في جميع أنحاء العالم الإسلامي. كان المعرض الأول في أستراليا تحت تنظيم مركز الأديان في ميلبورن من 25 يناير إلى 23 مارس 2008. تم تصميم لوحة الأميرة فهدة المائية في هذا المعرض تحت عنوان «ثلاث نساء» تمثيلاً مرئياً للقاعدة الذهبية اليابانية لا ترون الشر، لا تسمع الشر، لا تتحدث أي شر. قامت هي نفسها بتنظيم معارض خاصة تتعلق بذاكرة والدها الملك سعود.
رسمت الأميرة فهده صور الكتاب المخصص لأبيها الذي نشرته مؤسسة الملك سعود والذي كان ينظر إليه كجزء من احياء ذاكرة الملك سعود. هي رئيسة جمعية رفاهية النساء الفيصلية، وهي منظمة مقرها في جدة تستهدف النساء أساساً.

## آراء
الأميرة فهدة تعبر عن آرائها المناهضة للصهيونية في أعمدتها الصحفية. كتبت العديد من المقالات حول مواضيع مشابهة في الصحف السعودية الرائدة مثل عكاظ وعرب نيوز.
مثل شقيقتها، بسمة بنت سعود، هي أيضاً مهتمة بمشاكل النساء. في فبراير 2007، نُشر مقالها المعنون «مخاوف المرأة السعودية» في الحياة، أعربت الأميرة فهدة بوضوح عن أن النقاش المستمر حول حقوق المرأة في المجتمع السعودي كان «محوريا لنهضة الأمة». ومع ذلك، فهي توصف بأنها تقليدية، ولكنها ليست رجعية. إنها تدعم الإصلاح تجاه المرأة لكنها تعتمد بشكل كبير على قيم البلد الخاصة، بما في ذلك القيم الدينية.
مقابلة مع فهدة بنت سعود كانت واحدة من المقابلات التي شملت في كتاب منى المنجد بعنوان المرأة السعودية تتحدث: 24 امرأة رائعة تروي قصص نجاحهن، نشرت في عام 2011 من قبل المعهد العربي للبحوث والنشر في عمان وبيروت.

## الأسرة
- لها من الأبناء عبد العزيز عبد الله برغستروم، مواليد 21/12/1981.[6]

## وصلات خارجية
- الاميرة فهدة بنت سعود آل سعود على تويتر